# Renée Lehut

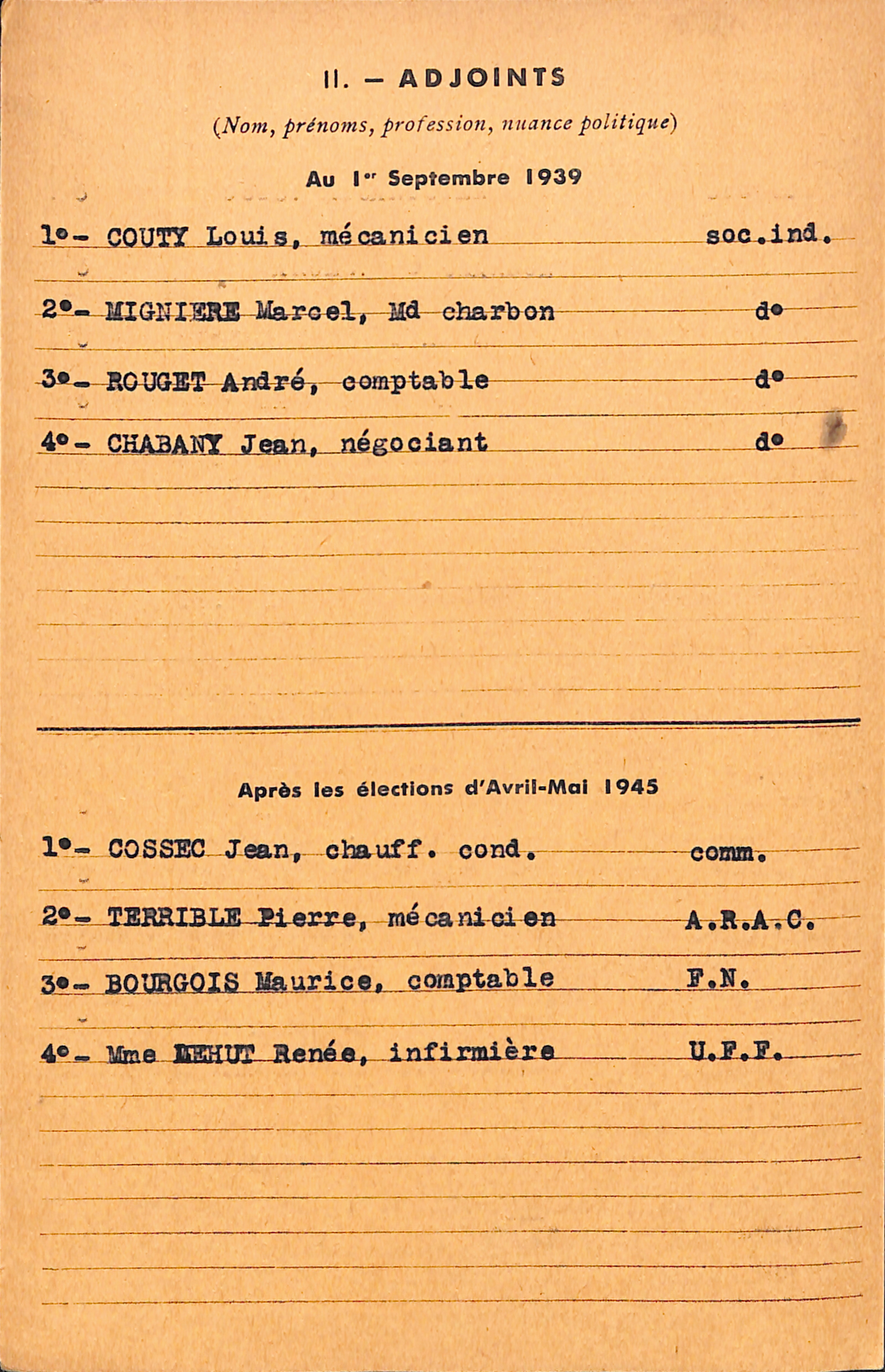
Fichier du conseil municipal d'avril-mai 1945 de La Courneuve, mentionnant l'élection de Renée Lehut à la fonction d'adjointe au maire sous l'étiquette UFF.

Renée Lehut, née Fernande Labiois (légitimée Fernande Deltour) le 27 janvier 1904 à Cousolre et morte le 8 mai 1995 à Soisy-sous-Montmorency, est une infirmière et une femme politique française, maire de La Courneuve entre 1947 et 1953. 

## Biographie

### Jeunesse et famille
Fernande Émilie Labiois naît à Cousolre en 1904, fille naturelle de Maria Anaïse Labiois, ménagère. Elle a un frère aîné, Émile, né en 1901.
En 1916, elle est, tout comme son frère, reconnue et légitimée par le mariage de sa mère avec Edmond Deltour, marbrier, dont elle prend le nom. Deux ans plus tard, sans profession, elle épouse Maurice Lehut, employé né à Valenciennes, et change à nouveau de patronyme. Dans sa vie publique, elle se fait par ailleurs prénommer Renée.
Elle se remarie en 1981.

### Parcours
Pendant la Seconde Guerre mondiale, Renée Lehut est infirmière au sein des FFI, ce qui l'amène, à la Libération, à s'inscrire au Parti communiste français (PCF) et à s'engager en politique.
Son mari est secrétaire du comité central d'entreprise et ingénieur au bureau d'études de la Société nationale des constructions aéronautiques du Centre (SNCAC) à Boulogne-Billancourt. Ils résident ensemble au 26 avenue de la République à La Courneuve.
Engagée au sein de l'Union des femmes françaises, elle devient 4e adjointe au maire communiste de La Courneuve en 1945. Aux élections municipales suivantes en octobre 1947, les communistes perdent les élections. Renée Lehut, conseillère municipale sortante élue sur la liste communiste, se maintient malgré tout face au candidat communiste et rassemble sous son nom toutes les voix des listes adverses : SFIO, MRP et RPF. Sur 27 conseillers municipaux ayant été élus, 13 ont voté pour le candidat communiste sortant Maurice Léonard, et 14 pour Renée Lehut, cette dernière ayant voté pour elle-même contre les directives du parti, ce qui provoque son expulsion et suscite l'indignation de ses membres. Elle est obligée de se cacher et le parti communiste prend d'assaut la mairie et son domicile, surveillé par des gardes du corps,. 
Renée Lehut disparaît un moment de la mairie devant l'indignation des communistes au moment de son élection. Ses adjoints réunis en comité secret décident de fermer tous les soirs à 17 h, ce qui suscite une manifestation de 1 500 personnes. Cette manifestation se dirige en direction de la mairie devant laquelle Maurice Léonard, maire sortant, prend la parole pour exiger sa démission. En une semaine, 20 adhésions au parti communiste sont alors enregistrées par la section locale du PCF. Renée Lehut a droit à long portrait dans le magazine américain Life, qui la surnomme « la Belle Renée ». 
Renée Lehut conserve son mandat de maire de La Courneuve jusqu'en 1953, réussissant à garder une majorité au conseil municipal. Par la suite, elle dirige l'office de HLM de La Courneuve. 
Renée Lehut meurt en 1981 à Soisy-sous-Montmorency. 